# Aufsichtsbehörde über die Bundesanwaltschaft
Die Aufsichtsbehörde über die Bundesanwaltschaft (AB-BA) prüft die Tätigkeit der schweizerischen Bundesanwaltschaft (BA). Es handelt sich um ein von Exekutive und Judikative unabhängiges Organ, dessen Mitglieder von der Bundesversammlung gewählt werden.

## Organisation
Bevor die AB-BA ihre Arbeit im Jahr 2011 aufgenommen hatte, beaufsichtigte das Eidgenössische Justiz- und Polizeidepartement die Bundesanwaltschaft. Bei der AB-BA handelt es sich seitdem um eine unabhängige Behörde sui generis, die keiner der Staatsgewalten zugeordnet werden kann. Als Aufsichtsbehörde über die Bundesanwaltschaft nimmt sie zwar exekutive Aufgaben (mit richterlichen Elementen) wahr. Sie untersteht jedoch der Bundesversammlung und ist damit von Exekutive und Judikative unabhängig.
Die Aufsichtsbehörde besteht aus sieben Mitgliedern mit folgender Zusammensetzung: Je ein Richter von Bundes- und Bundesstrafgericht, zwei in einem kantonalen Anwaltsregister eingetragene Anwälte sowie drei Fachpersonen, die weder einem eidgenössischen Gericht angehören noch in einem kantonalen Anwaltsregister eingetragen sind (Art. 23 Abs. 2 Bundesgesetz über die Organisation der Strafbehörden des Bundes [StBOG]). Die Mitglieder werden für vier Jahre ernannt (Art. 25 Abs. 1 StBOG).

## Zuständigkeiten
Die AB-BA ist nicht befugt, der Bundesanwaltschaft Weisungen in Einzelfällen zu erteilen. Hingegen kann sie Weisungen über die generelle Wahrnehmung ihrer Tätigkeiten erlassen (Art. 29 Abs. 1 StBOG). Die AB-BA kann bei der Bundesanwaltschaft Auskünfte und Berichte über ihre Tätigkeit einfordern und Inspektionen durchführen (Art. 30 StBOG).
Die AB-BA kann gegenüber dem Bundesanwalt Verwarnungen und Verweise aussprechen sowie dessen Gehalt während eines Jahres um 10 % kürzen, wenn er Berufspflichten verletzt hat. Schliesslich kann sie der Bundesversammlung beantragen, den Bundesanwalt seines Amtes zu entheben (Art. 31 StBOG).